# Sycorax assimilis
Sycorax assimilis är en tvåvingeart som beskrevs av Barretto 1956. Sycorax assimilis ingår i släktet Sycorax och familjen fjärilsmyggor. Inga underarter finns listade i Catalogue of Life.